# Ciak d'oro per la migliore attrice non protagonista

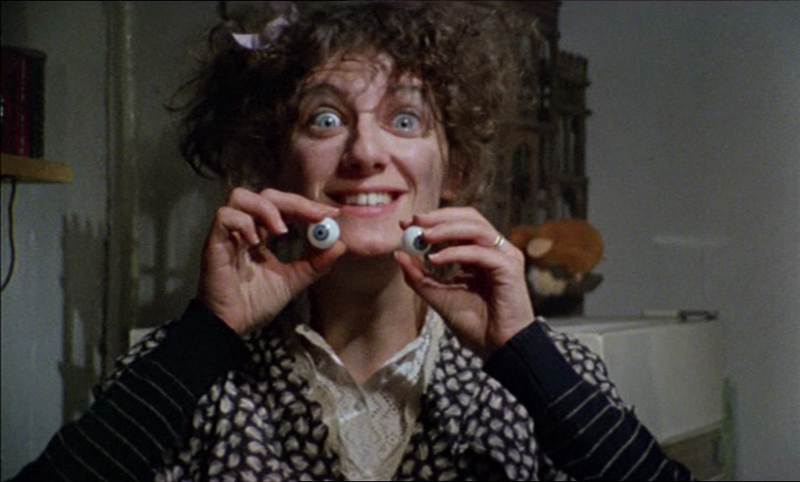
Angela Finocchiaro detiene il record di vittorie ex aequo con Marina Confalone con tre premi e nell'edizione 1991 conquista contemporaneamente il premio migliore attrice protagonista

Marina Confalone detiene con tre premi il record di vittorie ex aequo con Angela Finocchiaro

Il Ciak d'oro per la migliore attrice non protagonista è un premio assegnato nell'ambito dei Ciak d'oro che premia un'attrice in un film di produzione italiana. Viene assegnato attraverso una giuria tecnica composta da giornalisti e esperti del settore dal 1986.

## Vincitori e candidati
I vincitori sono indicati in grassetto, a seguire gli altri candidati.

### Anni 1980
- 1986 – Athina Cenci per Speriamo che sia femmina[1]
  - Daria Nicolodi per Maccheroni
  - Enrica Maria Modugno per La messa è finita
  - Isa Danieli per Maccheroni
  - Laura Betti per Tutta colpa del paradiso
  - Lucrezia Lante della Rovere per Speriamo che sia femmina
  - Valeria Golino per Figlio mio, infinitamente caro...
- 1987 – Ottavia Piccolo per La famiglia[1]
  - Alessandra Panelli per La famiglia
  - Athina Cenci per La famiglia
  - Enrica Maria Modugno per Il caso Moro
  - Lina Sastri per L'inchiesta
  - Monica Scattini per La famiglia
- 1988 – Giulia Boschi per Da grande ed Elena Sofia Ricci per Io e mia sorella (ex aequo)[1]
  - Margherita Buy per Domani accadrà
  - Nancy Brilli per Sotto il ristorante cinese
  - Silvana Mangano per Oci ciornie
- 1989 – Stefania Sandrelli per Mignon è partita[1]
  - Caterina Sylos Labini per Ladri di saponette
  - Delia Boccardo per Cavalli si nasce
  - Nicoletta Braschi per Il piccolo diavolo
  - Sabina Guzzanti per I cammelli

### Anni 1990
- 1990 – Amanda Sandrelli per Amori in corso[1]
  - Anna Bonaiuto per Storia di ragazzi e di ragazze
  - Elena Sofia Ricci per Burro
  - Mariella Valentini per Palombella rossa
  - Nancy Brilli per Piccoli equivoci
- 1991 – Angela Finocchiaro per Luisa, Carla, Lorenza e... le affettuose lontananze[1]
  - Alessandra Casella per Le comiche
  - Mariella Valentini per Volere volare
  - Nancy Brilli per Italia-Germania 4-3
  - Pamela Villoresi per Pummarò
- 1992 – Angela Finocchiaro per Il portaborse[1]
  - Athina Cenci per Zitti e mosca
  - Elisabetta Pozzi per Maledetto il giorno che t'ho incontrato
  - Lucrezia Lante della Rovere per Zuppa di pesce
  - Maddalena Fellini per La domenica specialmente
- 1993 – Laura Betti per Il grande cocomero
  - Anna Bonaiuto per Morte di un matematico napoletano e Fratelli e sorelle
  - Anna Galiena per Il grande cocomero
  - Caterina Sylos Labini per Stefano Quantestorie
  - Milena Vukotic per Stefano Quantestorie
- 1994 – Milena Vukotic per Fantozzi in paradiso[2]
  - Antonella Ponziani per Cari fottutissimi amici
  - Iaia Forte per Rasoi
  - Marina Confalone per Arriva la bufera
  - Sabrina Ferilli per Il giudice ragazzino
- 1995 – Silvia Cohen per Strane storie - Racconti di fine secolo
  - Laura Betti per Un eroe borghese
  - Mariella Valentini per Strane storie
  - Regina Bianchi per Camerieri
  - Stefania Sandrelli per Con gli occhi chiusi
- 1996 – Antonella Ponziani per Ferie d'agosto[3]
  - Angela Luce per L'amore molesto
  - Marina Confalone per La seconda volta
  - Valentina Chico per Va dove ti porta il cuore
  - Valeria Milillo per La seconda volta
- 1997 – Stefania Rocca per Nirvana[1]
  - Athina Cenci per Ritorno a casa Gori
  - Barbara Enrichi per Il ciclone
  - Laura Trotter per Albergo Roma
  - Lucia Poli per Albergo Roma
- 1998 – Marina Confalone per La parola amore esiste[4]
  - Claudia Gerini per Fuochi d'artificio
  - Marina Massironi per Tre uomini e una gamba
  - Nicoletta Braschi per Ovosodo
  - Veronica Pivetti per Altri uomini
- 1999 – Giuliana Lojodice per Fuori dal mondo[5]
  - Aisha Cerami per La fame e la sete
  - Cecilia Dazzi per Matrimoni
  - Marina Massironi per Così è la vita
  - Regina Orioli per Gallo cedrone

### Anni 2000
- 2000 – Maya Sansa per La balia[6]
  - Luciana Littizzetto per E allora mambo!
  - Lunetta Savino per Liberate i pesci!
  - Marina Massironi per Pane e tulipani
  - Teresa Saponangelo per Tutto l'amore che c'è
- 2001 – Jasmine Trinca per La stanza del figlio[7]
  - Lucia Sardo per I cento passi
  - Luciana Littizzetto per Tandem
  - Sabrina Impacciatore per Concorrenza sleale
  - Stefania Sandrelli per L'ultimo bacio
- 2002 – Mariangela Melato per L'amore probabilmente[8]
  - Fabrizia Sacchi per Paz!
  - Iaia Forte per Paz!
  - Piera Degli Esposti per L'ora di religione
  - Stefania Sandrelli per Figli/Hijos
- 2003 – Serra Yılmaz per La finestra di fronte[9]
  - Alessia Barela per Velocità massima[10]
  - Anita Caprioli per Ma che colpa abbiamo noi[10]
  - Monica Bellucci per Ricordati di me[10]
  - Nicoletta Romanoff per Ricordati di me[10]
- 2004 – Adriana Asti per La meglio gioventù e Margherita Buy per Caterina va in città (ex aequo)[11]
  - Claudia Gerini per Non ti muovere
  - Giovanna Giuliani per L'odore del sangue
  - Jasmine Trinca per La meglio gioventù
- 2005 – Lisa Gastoni per Cuore sacro[12]
  - Cristiana Capotondi per Volevo solo dormirle addosso
  - Erika Blanc per Cuore sacro
  - Galatea Ranzi per La vita che vorrei
  - Lalli per Nemmeno il destino
- 2006 – Angela Finocchiaro per La bestia nel cuore[13]
  - Ana Caterina Morariu per Il mio miglior nemico
  - Isabella Ferrari per Arrivederci amore, ciao
  - Jasmine Trinca per Il caimano
  - Marisa Merlini per La seconda notte di nozze
- 2007 – Sabrina Impacciatore per N (Io e Napoleone)[14]
  - Ambra Angiolini per Saturno contro
  - Angela Finocchiaro per Mio fratello è figlio unico
  - Anna Bonaiuto per Mio fratello è figlio unico
  - Claudia Gerini per La sconosciuta
  - Laura Chiatti per A casa nostra
- 2008 – Sabrina Ferilli per Tutta la vita davanti[15]
  - Alba Rohrwacher per Giorni e nuvole
  - Micaela Ramazzotti per Tutta la vita davanti
  - Valentina Lodovini per Riprendimi
  - Valeria Golino per Caos calmo
- 2009 – Micaela Ramazzotti per Questione di cuore[16]
  - Anna Bonaiuto per Il divo
  - Francesca Neri per Il papà di Giovanna
  - Valentina Lodovini per Fortapàsc
  - Valeria De Franciscis, Maria Calì, Grazia Cesarini Sforza e Marina Cacciotti per Pranzo di ferragosto

### Anni 2010
- 2010 – Elena Sofia Ricci per Mine vaganti[17]
  - Alba Rohrwacher per L'uomo che verrà
  - Anita Kravos per Alza la testa
  - Anna Bonaiuto per Io, loro e Lara
  - Claudia Pandolfi per La prima cosa bella
- 2011 – Carolina Crescentini per Boris - Il film[18]
  - Angela Finocchiaro per La banda dei Babbi Natale
  - Lorenza Indovina per Qualunquemente
  - Valentina Lodovini per Benvenuti al sud
  - Valeria Golino per L'amore buio
- 2012 – Anita Caprioli per Corpo celeste[19]
  - Barbara Bobulova per Scialla! (Stai sereno)
  - Cristiana Capotondi per La kryptonite nella borsa
  - Michela Cescon per Romanzo di una strage
  - Paola Minaccioni per Magnifica presenza
- 2013 – Eva Riccobono per Passione sinistra[20]
  - Claudia Gerini per Il comandante e la cicogna
  - Ilaria Occhini per Una famiglia perfetta
  - Pia Engleberth per Un giorno devi andare
  - Rosabell Laurenti Sellers per Gli equilibristi
- 2014 – Sabrina Ferilli per La grande bellezza[21]
  - Francesca Inaudi per La mossa del pinguino
  - Giuliana Lojodice per Una piccola impresa meridionale
  - Matilde Gioli per Il capitale umano
  - Paola Minaccioni per Allacciate le cinture
- 2015 – Giulia Lazzarini per Mia madre[22]
  - Alba Rohrwacher per Le meraviglie
  - Micaela Ramazzotti per Il nome del figlio
  - Rosabell Laurenti Sellers per I nostri ragazzi
  - Valeria Golino per Il ragazzo invisibile
- 2016 – Sonia Bergamasco per Quo vado?[23]
  - Alessia Barela per Io e lei
  - Antonia Truppo per Lo chiamavano Jeeg Robot
  - Carolina Crescentini per Assolo
  - Elisabetta De Vito per Non essere cattivo
- 2017 – Jasmine Trinca per Slam - Tutto per una ragazza[24]
  - Antonia Truppo per Indivisibili
  - Carla Signoris per Lasciati andare
  - Michela Cescon per Piuma
  - Valentina Carnelutti per La pazza gioia
  - Valeria Golino per La vita possibile
- 2018 – Claudia Gerini per Ammore e malavita[25]
  - Anna Bonaiuto per Napoli velata
  - Lucia Ocone per Metti la nonna in freezer
  - Matilda De Angelis per Il premio
  - Sonia Bergamasco per Come un gatto in tangenziale
- 2019 – Marina Confalone per Il vizio della speranza[26]
  - Carla Signoris per L'agenzia dei bugiardi e Ma cosa ci dice il cervello[27]
  - Donatella Finocchiaro per Capri-Revolution[27]
  - Jasmine Trinca per Sulla mia pelle[27]
  - Simona Molinari per C'è tempo[27]

### Anni 2020
- 2020 – Barbara Chichiarelli per Favolacce[28]
- 2021 – Marina Confalone per Il silenzio grande
  - Anna Ferzetti per Tutti per 1 - 1 per tutti
  - Beatrice Grannò per Gli indifferenti
  - Cristiana Dell'Anna per Qui rido io
  - Isabel Russinova per Boys
  - Linda Caridi per Lacci
  - Maria Nazionale per Qui rido io
  - Pina Turco per Fortuna
  - Raffaella Lebboroni per Cosa sarà
  - Sara Serraiocco per Non odiare
  - Sonia Bergamasco per Come un gatto in tangenziale - Ritorno a Coccia di Morto
  - Valeria Golino per La terra dei figli

## Attrici pluripremiate
| Numero di vittorie | Vincitore          | Anni             |
| ------------------ | ------------------ | ---------------- |
| 3                  | Marina Confalone   | 1998, 2019, 2021 |
| 3                  | Angela Finocchiaro | 1991, 1992, 2006 |
| 2                  | Sabrina Ferilli    | 2008, 2014       |
| 2                  | Elena Sofia Ricci  | 1988, 2010       |
| 2                  | Jasmine Trinca     | 2001, 2017       |